# Franz von Cordon
Franz von Cordon (Vienna, 1796 – Vienna, 15 gennaio 1869) è stato un generale e politico austriaco.
Fu ministro della guerra dell'Impero austriaco dal 21 novembre del 1848 al 2 giugno del 1849.

## Biografia

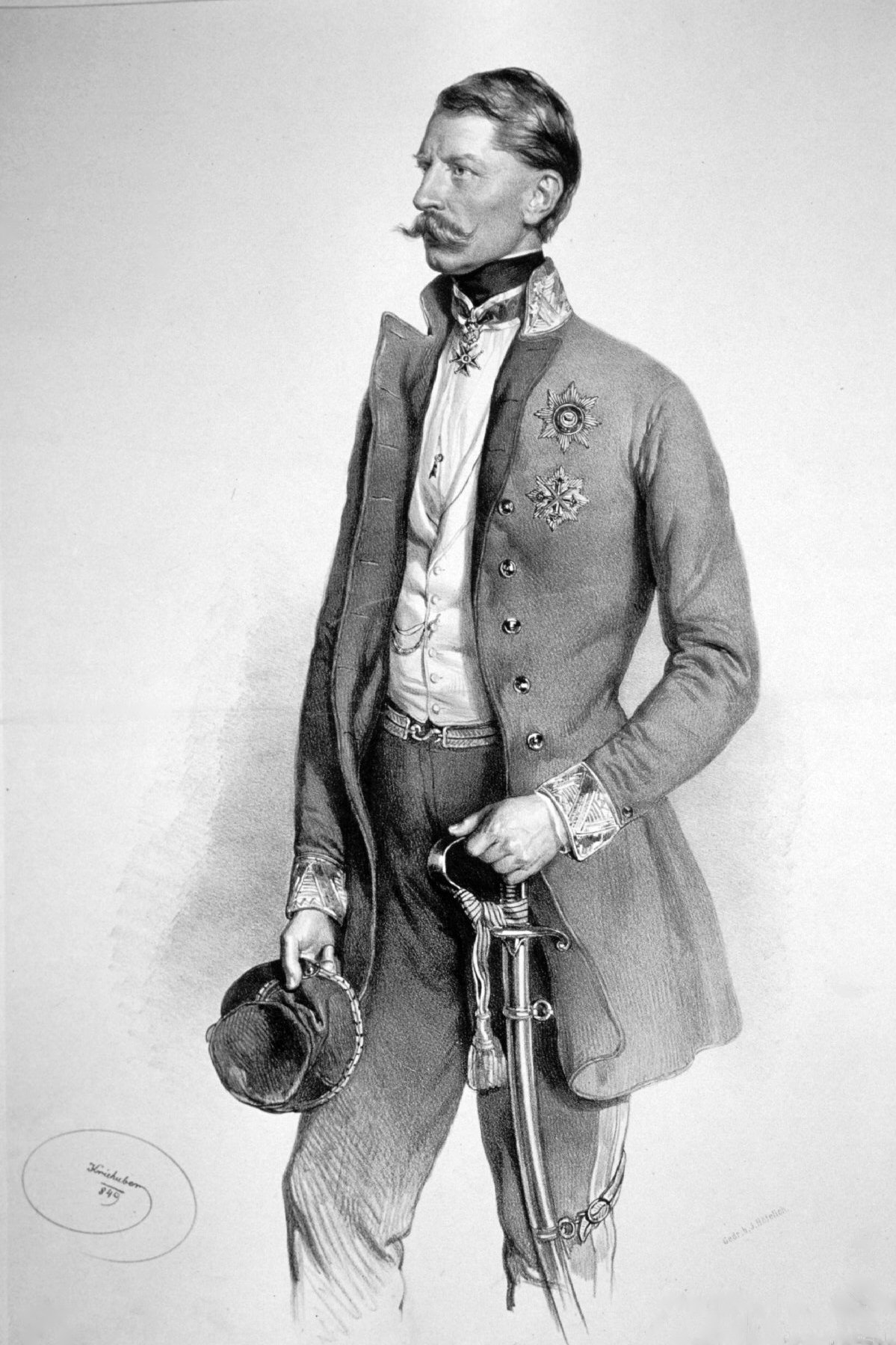
Franz von Cordon in una litografia del 1849

Franz von Cordon nacque a Vienna nel 1796 e, ancora giovanissimo, decise di intraprendere la carriera militare, formandosi nel ramo dei genieri. Il 1º settembre 1816 entrò ufficialmente a far parte dell'esercito austriaco come cadetto, venendo promosso l'anno successivo al grado di sottotenente e poi a quello di tenente nel settembre del 1818. Il 19 novembre 1830 ottenne il grado di capitano, venendo destinato dapprima all'ufficio principale del genio a Vienna e poi in Boemia e quindi in Italia dove, il 26 febbraio di quello stesso anno, il generale Radetzky lo scelse quale proprio aiutante di campo. Nel 1831 venne promosso al rango di maggiore. Nell'aprile del 1834 ottenne il grado di tenente colonnello nel 45º reggimento di fanteria, incarico che mantenne sino al 18 settembre 1838 quando venne promosso al grado di colonnello del reggimento di fanteria "Wimpffen", col quale rimase per diverso tempo a Graz. In questo periodo seppe guadagnarsi anche la stima degli abitanti locali, ricevendo la cittadinanza onoraria di Graz e di Fiume. Il 18 aprile 1846 venne promosso al rango di generale maggiore prima e poi di generale di brigata, venendo richiamato a Vienna. Nel marzo del 1848, venne compreso nel consiglio di guerra di corte e durante l'occupazione di Vienna (1 novembre 1848) riuscì a ristabilire l'ordine in città, assumendo successivamente a questo incarico quello di ministro della guerra dell'impero. Con questa posizione, nel giugno del 1849 venne promosso al rango di feldmaresciallo luogotenente, ma decise di abbandonare l'incarico di ministro in quello stesso anno per tornare sul campo di battaglia, chiedendo e ricevendo il comando di una divisione. Con questa funzione prese parte alla battaglia di Magenta durante la seconda guerra d'indipendenza italiana. Venne incluso nel consiglio segreto dell'imperatore. Dopo la terza guerra d'indipendenza italiana venne collocato a riposo e gli venne assegnata la proprietà del 53º reggimento di fanteria "Arciduca Leopoldo", di stanza a Gorizia.
Morì a Vienna nel 1869.